# Phaeosphaeria lindii
Phaeosphaeria lindii är en svampart som först beskrevs av L. Holm & K. Holm, och fick sitt nu gällande namn av Leuchtm. 1984. Phaeosphaeria lindii ingår i släktet Phaeosphaeria och familjen Phaeosphaeriaceae.   Inga underarter finns listade i Catalogue of Life.